# Morti nel 1124
| Questa pagina contiene informazioni ricavate automaticamente dalle voci biografiche con l'ausilio del template Bio e di un bot. L'aggiornamento è periodico e automatico e ricostruisce completamente la pagina. Se manca una persona in questa lista, sei pregato di non aggiungerla, ma accertati piuttosto che la sua voce biografica contenga il template Bio e che i dati anagrafici siano correttamente compilati. Se il template Bio manca, inseriscilo tu stesso o, in alternativa, metti l'avviso {{tmp\|Bio}} che ne segnala la mancanza. Se i dati riportati sono sbagliati, correggi direttamente la voce biografica; le modifiche saranno visibili in questa lista entro pochi giorni. Per chiarimenti vedi il progetto biografie. La lista contiene solo le 16 persone che sono citate nell'enciclopedia e per le quali è stato implementato correttamente il template Bio. Pagina aggiornata al 10 feb 2025. |

- 2 febbraio - Bořivoj II di Boemia, sovrano boemo
- 8 febbraio - Stefano di Grandmont, religioso e santo francese (n. 1046)
- 17 febbraio - Costabile Gentilcore, abate e santo italiano
- 19 marzo - Sigfrido II di Weimar-Orlamünde, nobile tedesco (n. 1107)
- 16 aprile - Guglielmo di Montfort-sur-Risle, religioso e abate francese (n. 1054)
- 23 aprile - Alessandro I di Scozia, re scozzese (n. 1078)
- 22 maggio - Wiprecht di Groitzsch, nobile tedesco
- 6 ottobre - Guido Guerra I Guidi, nobile italiano
- 7 dicembre - Rodolfo I della marca del Nord, nobile tedesco
- 13 dicembre - Papa Callisto II, papa e arcivescovo cattolico francese
- 26 dicembre - Dedo IV di Wettin, nobile tedesco (n. 1086)
- Angerio da Sant'Eufemia, vescovo cattolico francese
- Teobaldo Boccapecora, cardinale italiano
- Emma d'Altavilla, nobile normanna (n. 1063)
- Ḥasan-i Ṣabbāḥ, persiano
- Ruggero II di Foix, conte